# Pinnaspis orlandi
Pinnaspis orlandi är en insektsart som först beskrevs av Leonardi 1906.  Pinnaspis orlandi ingår i släktet Pinnaspis och familjen pansarsköldlöss. Inga underarter finns listade i Catalogue of Life.